# Slope Point
Der Slope Point ist ein Kap im Southland District der Region Southland auf der Südinsel von Neuseeland. Das Kap stellt den südlichsten Punkt der Südinsel dar.

## Namensherkunft
Der englischsprachige Begriff „slope“ steht unter anderem für Hang, Abhang oder Böschung. Wohl deshalb erhielt dieser Punkt der Küste, einem Abhang oder Böschung gleich, den Namen „Slope Point“.

## Geographie
Der Slope Point befindet sich rund 55 km südöstlich von Invercargill und rund 63 km südlich von Gore an der südlichen Küste der Südinsel. Ruapuke Island, in der Foveaux Strait liegend, befindet sich rund 36 km westsüdwestlich.
Zu erreichen ist das Kap über die Slope Point Road, die 5,5 Straßenkilometer nördlich von der Tokanui Haldane Road abzweigt und diese ihren Ursprung in dem kleinen Dorf Tokanui hat. Von dem Parkplatz an der Slope Point Road führt dann ein rund 800 m langer und 20 minütiger Fußweg zu dem Leuchtfeuer und dem Kap.

## Slope Point als Farmort
Etwas nördlich des Kaps befindet sich der Farmort Slope Point, der aus ein paar Gehöften besteht.

## Tourismus
Touristen, die die Region Southland bereisen und dabei der Southern Scenic Route folgen, zieht es meistens zu dem Kap des Slope Point, um mit einem Foto des Kaps und dem Gefühl am südlichsten Punkt der beiden Hauptinseln von Neuseeland gewesen zu sein.

## Fotogalerie

Slope Point
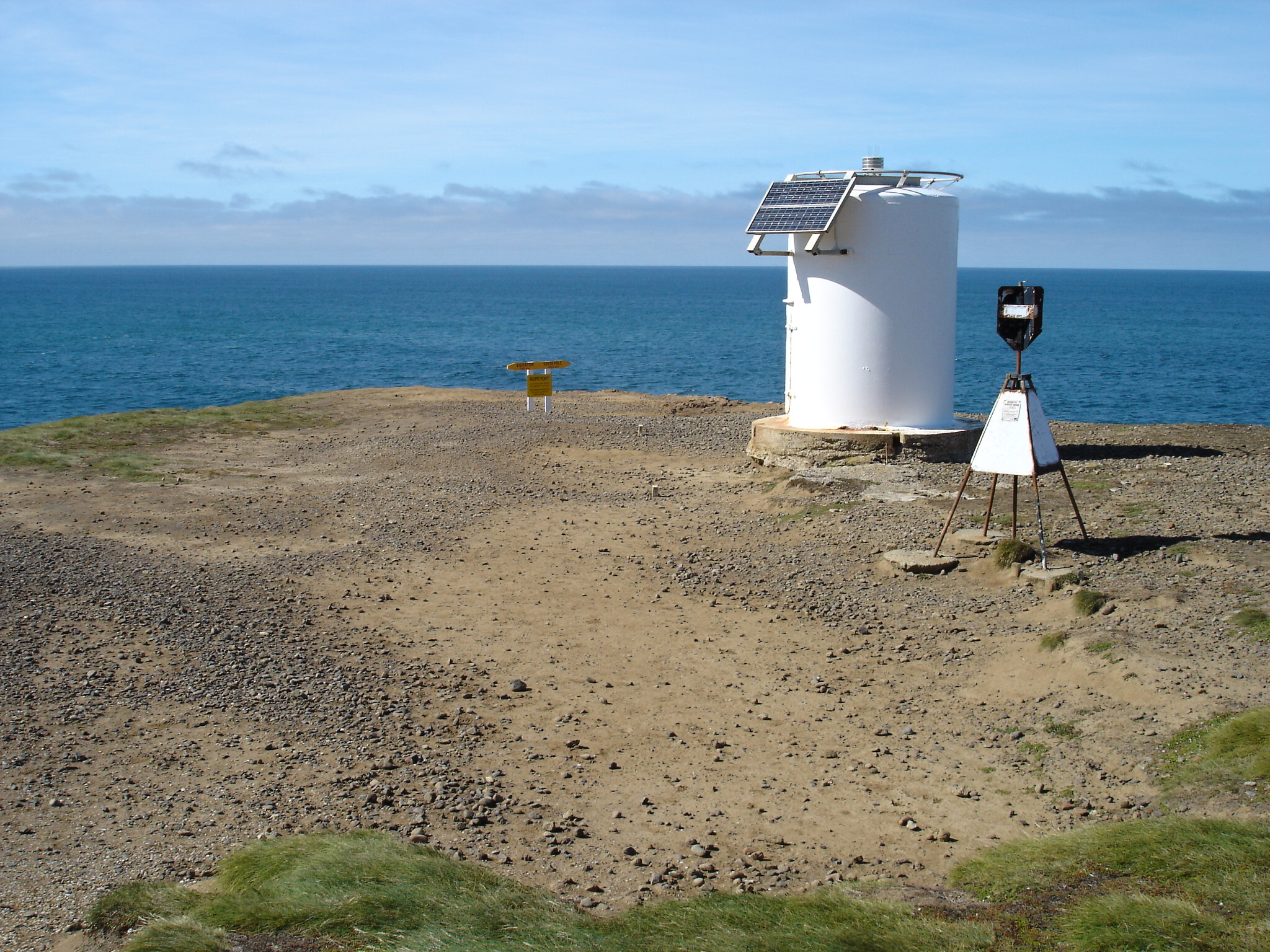
Leuchtfeuer am Kap
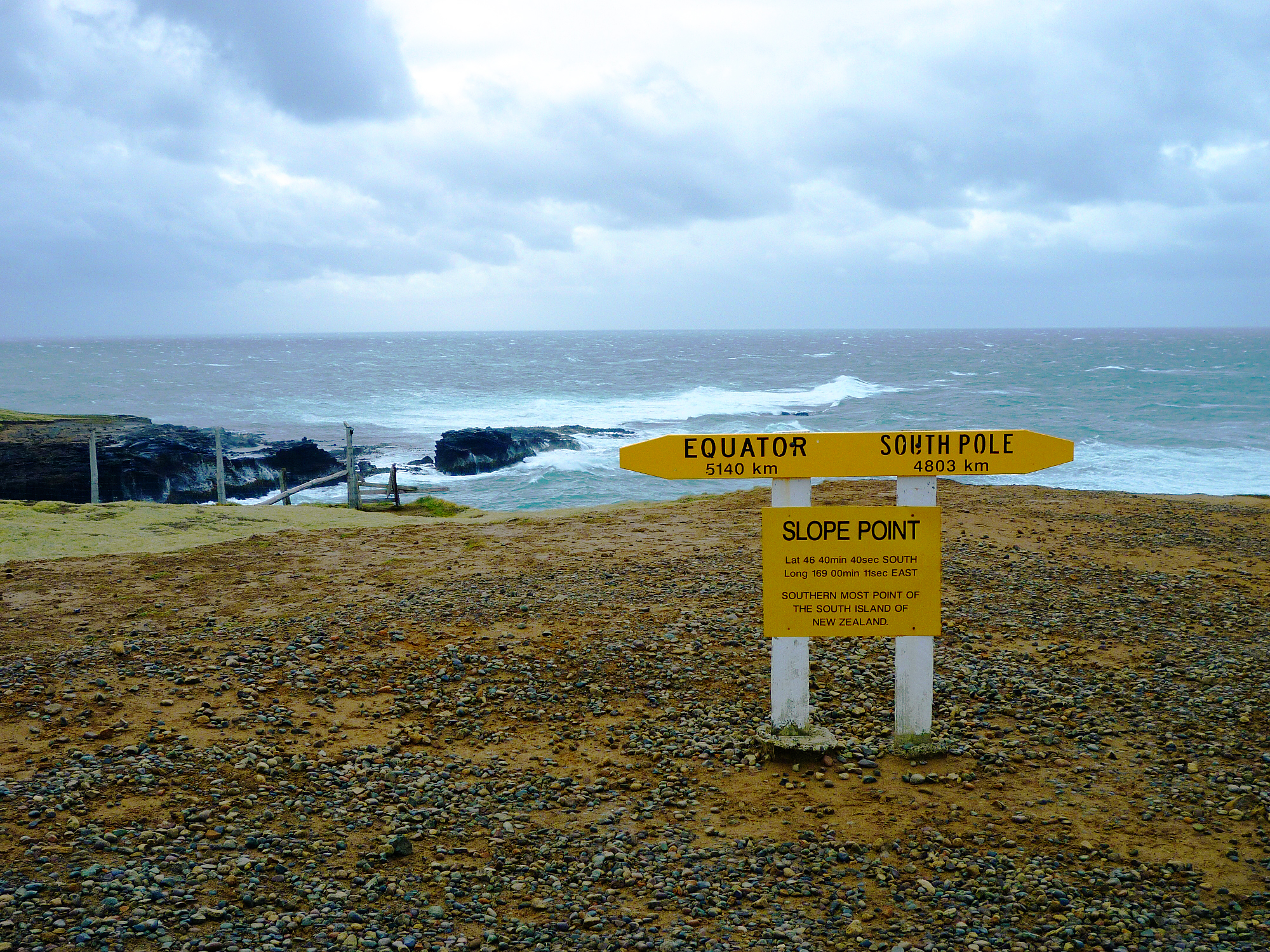
Hinweisschild mit Kap im Hintergrund
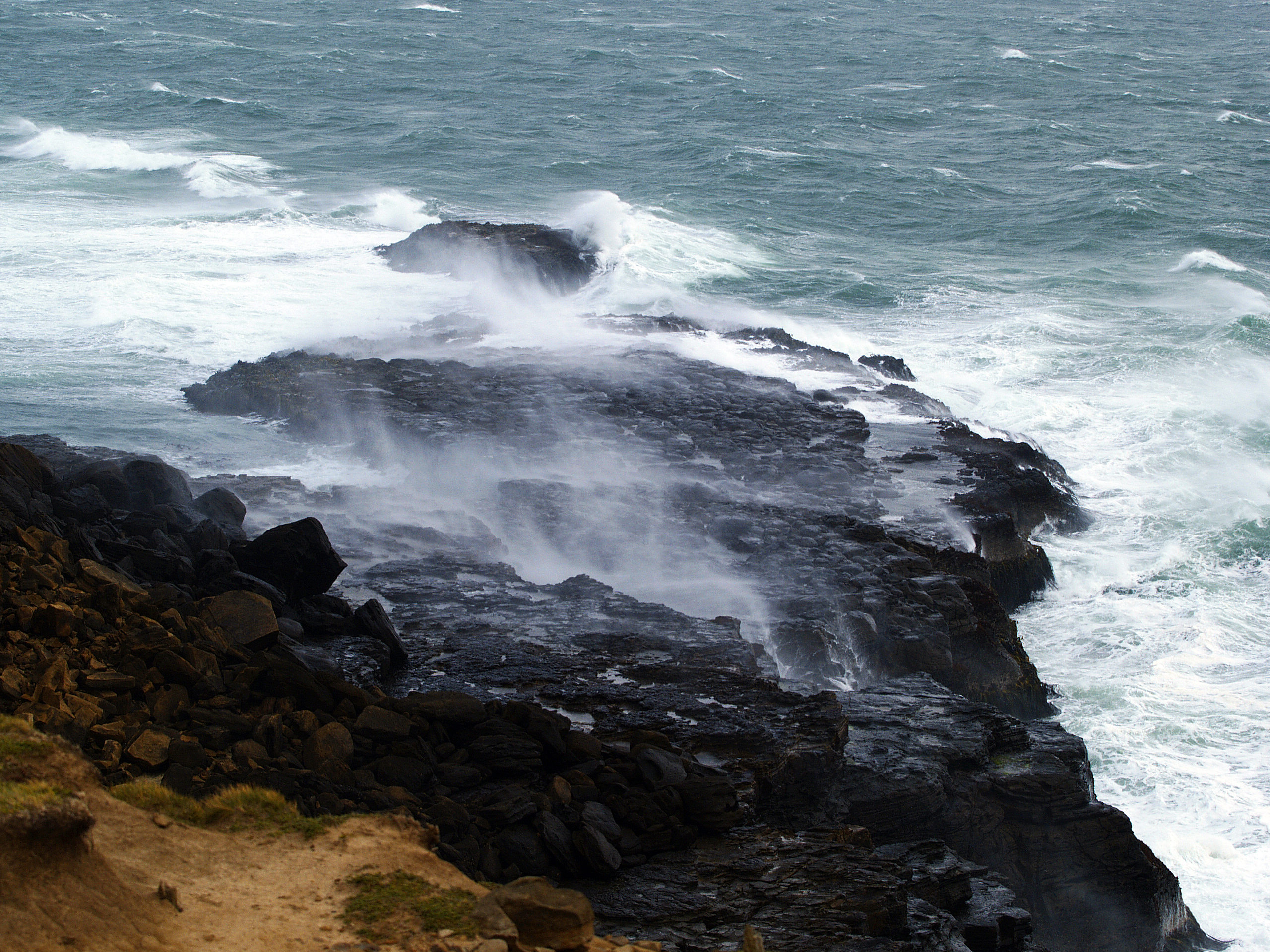
In das Meer hineinragende Felsen am Slope Point